# Harlem–125th Street
Harlem–125th Street – stacja kolejowa w Nowym Jorku w Stanach Zjednoczonych. Położona jest na skrzyżowaniu ulic 125th Street i Park Avenue w dzielnicy Harlem, części Manhattanu.
Przez stację przebiegają trzy linie kolejowe przewoźnika Metro-North Railroad: Hudson Line, Harlem Line i New Haven Line. Jest to jedyna poza Grand Central Terminal stacja, która obsługuje wszystkie trzy linie.
Stacja składa się z dwóch peronów wyspowych, obsługujących łącznie cztery tory.

## Historia
Pierwsza stacja na wysokości 125th Street została wybudowana na poziomie ulicy Park Avenue w 1844 roku. W 1874 roku stację wyniesiono na nowo wybudowany wiadukt. Obecna stacja powstała w latach 1896–97.
W 1999 roku zakończyła się 6-letnia kompletna przebudowa stacji.